# Villiam Faber
Andreas Villiam Faber, (2. januar 1847 i København – 1. maj 1883) var en dansk forfatter, søn af Peter Faber.
Faber, som var assistent ved Statstelegrafen, er særlig kendt i vide kredse som visedigter (bl.a. Sange for Børn til melodier af Emil Horneman) og som forfatter af en mængde originale og bearbejdede dramatiske arbejder, hvoraf adskillige blev skrevet sammen med Carl Møller under firmamærket "Peter Sørensen".
Faber skrev endvidere librettoen "Spanske Studenter" (opført 1883 på Det kongelige Teater). En sympatisk skildring af Faber og i det hele af det Faberske hjem er givet af Otto Borchsenius i "Hjemlige Interiører" (s. 213-24).